# Marc Fernández
Marc Fernández (El Masnou, Barcelona, España, 23 de julio de 1987) es un jugador español de baloncesto que ocupa la posición de alero. 
Es hijo de Juan Ramón Fernández y sobrino de Enric Margall, también jugadores profesionales del baloncesto.

## Trayectoria
Marc Fernández se formó en las categorías inferiores de El Masnou y el Fútbol Club Barcelona. Debutó en la ACB con el ViveMenorca el 17 de octubre de 2007 frente al Grupo Capitol Valladolid. Tras completar 3 temporadas en Menorca disputando la ACB y LEB Oro firmó por el Power Electronics Valencia para completar la línea exterior junto a Rafa Martínez, Víctor Claver y Jeremy Richardson.

## Selección nacional
Ha sido internacional juvenil y Sub-20 con la Selección de baloncesto de España. Logró la medalla de oro en el Campeonato Europeo de Baloncesto sub-18 de 2004 disputado en Zaragoza (España) y la de plata en el Sub-20 de 2007 celebrado en Nova Gorica (Eslovenia).

## Clubes
- Cantera del F. C. Barcelona.
- WTC Cornellá (LEB-2): 2005-2007
- F. C. Barcelona (ACB): 2006-2007
- ViveMenorca (ACB y LEB Oro): 2007-2010
- Power Electronics Valencia (ACB): 2010-2011
- Club Bàsquet Girona (LEB Oro): 2011

## Palmarés
- 2003/04: Campeón de España junior con el F. C. Barcelona.
- 2004: Medalla de Oro en el Europeo Junior de Zaragoza.
- 2007: Medalla de Plata en el Europeo sub-20 de Nova Gorica.
- 2009/10: Subcampeón de la Copa Príncipe con el ViveMenorca.